# برادمور (کالیفرنیا)
برادمور (به انگلیسی: Broadmoor) یک منطقهٔ مسکونی در ایالات متحده آمریکا است که در شهرستان سن ماتئو، کالیفرنیا واقع شده‌است. برادمور ۱٫۱۷ کیلومتر مربع مساحت و ۴٬۲۸۲ نفر جمعیت دارد و ۱۰۶ متر بالاتر از سطح دریا واقع شده‌است.